# Wilgotnica czarnobrunatna
Wilgotnica czarnobrunatna (Hygrocybe spadicea (Scop.) P. Karst.) – gatunek grzybów z rodziny wodnichowatych (Hygrophoraceae).

## Systematyka i nazewnictwo
Pozycja w klasyfikacji według Index Fungorum: Hygrocybe, Hygrophoraceae, Agaricales, Agaricomycetidae, Agaricomycetes, Agaricomycotina, Basidiomycota, Fungi.
Po raz pierwszy takson ten zdiagnozował w 1772 r. Joannes Antonius Scopoli nadając mu nazwę Agaricus spadiceus. Obecną, uznaną przez Index Fungorum nazwę nadał mu w 1879 r. Petter Karsten.
Synonimy:
- Agaricus spadiceus Scop. 1772
- Godfrinia spadicea (Scop.) Herink 1958
- Hygrocybe spadicea var. albifolia (Hesler & A.H. Sm.) Boertm. 1995
- Hygrophorus spadiceus (Scop.) Fr. 1838
- Hygrophorus spadiceus f. odorus A.H. Sm. & Hesler 1954
- Hygrophorus spadiceus var. albifolius Hesler & A.H. Sm. 1963

Nazwę polską nadała w 1997 r. Barbara Gumińska.

## Morfologia
Kapelusz
Średnica 3–6 cm, początkowo stożkowaty z podwiniętym brzegiem, później szeroko rozpostarty, zazwyczaj ze stożkowatym garbkiem na szczycie. Jest higrofaniczny; w stanie wilgotnym brzeg prążkowany od prześwitujących blaszek, powierzchnia śluzowata, w stanie suchym włóknista, jedwabiście błyszcząca, brunatnoczarna do prawie czarnej, na brzegu oliwkowobrunatna.
Blaszki
Prawie wolne lub zaokrąglone przy trzonie, dość grube, rzadkie, z blaszeczkami, cytrynowożółte. Ostrza równe i gładkie.
Trzon
Wysokość 4–6 cm, średnica od 0,5 do 1 cm, walcowaty, w środku pusty. Powierzchnia bladosiarkowo-żółta, przy podstawie biała, pokryta podłużnie brązowymi włókienkami.
Miąższ
W kapeluszu cienki, kruchy, cytrynowożółty, u nasady trzonu biały, niezmieniający barwy po uszkodzeniu, bez wyraźnego zapachu i smaku.
Wysyp zarodników
Biały, zarodniki elipsoidalne, gładkie.

## Występowanie i siedlisko
Występuje głównie w Europie, poza nią na pojedynczych stanowiskach w Ameryce Północnej i Australii. W Polsce nie notowana od ponad 60 lat i uznana za gatunek wymarły. Znajduje się na listach gatunków zagrożonych w Szwajcarii, Niemczech, Estonii, Anglii, Norwegii, Słowacji, Szwecji, Finlandii.
Rozwija się wśród traw i mchów na wilgotnych łąkach i obrzeżach lasów, częściej w górach. Prawdopodobnie związana jest z wapiennym podłożem. Owocniki wytwarza od sierpnia do października.